# Republiken Vietnams armé
Republiken Vietnams armé (vietnamesiska: Quân Lực Việt Nam Cộng Hòa, QLVNCH), kallas ibland Sydvietnamesiska armén (SVA), var Republiken Vietnams (Sydvietnams) militära markstyrkor som existerade från 1955 till Saigons fall 1975. Det har uppskattats att armén led förluster på 1 394 000 döda och sårade under Vietnamkriget.
Efter Saigons fall till den invaderade Nordvietnamesiska armén (NVA) upplöstes Republiken Vietnams armé. Medan vissa höga officerare flydde landet till USA eller någon annanstans, skickades tusentals tidigare officerare till omskolningsläger av kommunistregeringen i det nya, enhetliga Socialistiska republiken Vietnam.